# یواس‌اس اوماها (اس‌اس‌ان-۶۹۲)
یواس‌اس اوماها (اس‌اس‌ان-۶۹۲) (به انگلیسی: USS Omaha (SSN-692)) یک زیردریایی بود که طول آن ۱۱۰٫۳ متر (۳۶۱ فوت ۱۱ اینچ) بود. این زیردریایی در سال ۱۹۷۶ ساخته شد.